# Wicher śmierci
Wicher śmierci (ang. Reaper's Gale) – siódmy z dziesięciu tomów epickiej serii fantasy Malazańskiej Księgi Poległych kanadyjskiego pisarza Stevena Eriksona.
Powieść opublikowano po raz pierwszy w 2007 roku w Wielkiej Brytanii. W Polsce pojawiła się również w roku 2007 wydana nakładem wydawnictwa Mag w tłumaczeniu Michała Jakuszewskiego. Ze względu na znaczny rozmiar w polskim wydaniu została podzielona na dwie części:
- Wicher śmierci. Imperium
- Wicher śmierci. Ekspedycja